# Comet I
Tank Comet I (anglicky Cruiser Tank Comet I (A34)) byl dalším vývojovým typem křižníkového tanku, který se odvíjel od tanku Cromwell. Prototyp stroje byl dokončen na počátku roku 1944. Do bojů se tank zapojil v lednu 1945, ovšem byla jimi kompletně vybavena jen jedna britská obrněná divize (11.) a tank se zúčastnil spíše menších šarvátek než masivnějších akcí. Celkem jich bylo do konce války v bojích ztraceno 26. Při použití speciální munice APDS (Sabot) překonával 77mm kanón svými průraznými vlastnostmi německý kanón ráže 75 mm. Celkem bylo vyrobeno 1 200 kusů.
Britskou armádou byl tento tank používán do konce 50. let.